# Sylvia undata

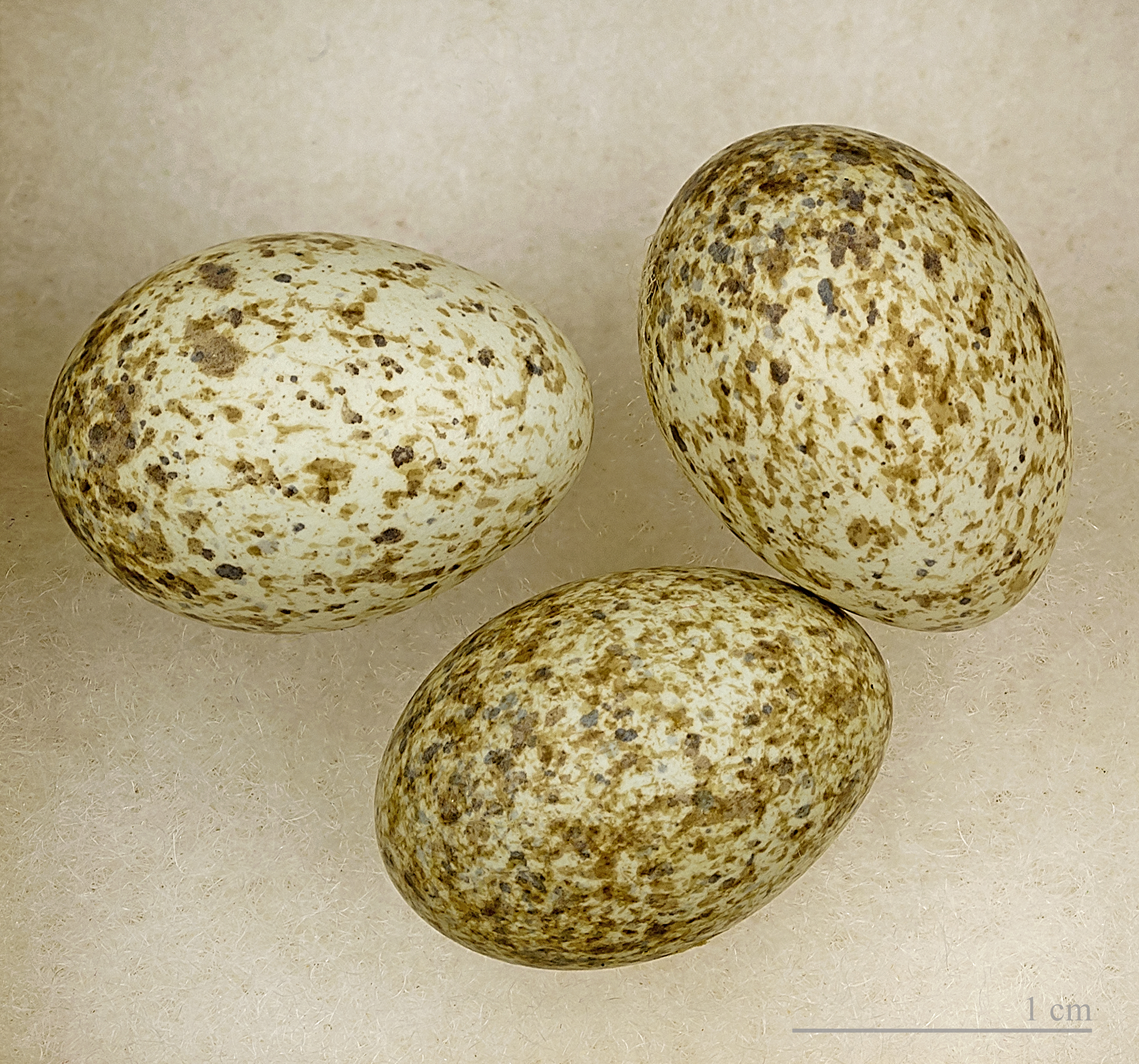
Sylvia undata

Sylvia undata là một loài chim trong họ Sylviidae.